# Separate Ways
《Separate Ways》是香港歌手王菲的第四張單曲，第一張日語單曲，於2001年7月25日由東芝EMI株式會社在日本出版。一共4首歌，1首是之前發表過的歌曲。

## 簡介
新歌只有1首，「Separate Ways」，是王菲主演的日劇《弄假成真》的主題曲。另附有128 Beat Mix版和Instrumental版，並收錄了之前發表過的「Eyes on Me」。

## 唱片版本
- 日本版：紅色日文側標，單曲薄盒裝，加收《香奈兒》一曲。
- 香港版：紅色英文側標，單曲薄盒裝；另有進口日本版，多一張紅色圓形貼標。
- 台灣版：紅色英文側標，單曲薄盒裝，與港版側標略有不同；另有進口日本版，多一張綠色貼標。
- 大陸版：紅色中文側標，普通CD盒裝，有封底。

## 曲目
1、Separate Ways (Original Version)
曲：；詞：；編曲：Envers
2、Separate Ways (128 Beat Mix)
曲：；詞：
3、Eyes on Me featured in Final Fantasy VIII
曲：植松伸夫；詞：染谷和美；編曲：浜口史郎
4、香奈儿
曲：王菲；词：林夕；编曲：张亚东
日本盤Bonus Track
5、Separate Ways (Instrumental)
曲：；編曲：Envers